# Скакова, Айжан Амангельдиевна
Айжан Амангельдиевна Скакова (каз. Айжан Амангелдіқызы Сқақова, род. 8 мая 1977 года, Алма-Ата, Казахская ССР) — казахстанский государственный деятель. С 15 января 2021 года — депутат Мажилиса Парламента Республики Казахстан VІI созыва, избрана по партийному списку партии «НПК», член Комитета по вопросам экологии и природопользованию Мажилиса Парламента Республики Казахстан.

## Биография
Родилась 8 мая 1977 года в г. Алматы. 

## Образование
Московский государственный университет им. М. В. Ломоносова,
г. Москва РФ. С 1995—2000 гг. обучалась на кафедре рационального природопользования географического факультета, научная школа академика Капицы А. П.
Научная степень: 
Кандидат географических наук по специальности «Геоэкология», диссертация на тему: «Трансграничный перенос загрязняющих веществ над Западным Казахстаном».

## Трудовая деятельность
С 2000—2012 гг. инженер, исследователь, аналитик, руководитель проектов, руководитель организации в сфере экологических исследований и проектирования, аналитики и консалтинга.
С 2011—2012 гг. научный сотрудник «Национальная Инженерная Академия Республики Казахстан».
С 2010—2020 гг. заместитель председателя Казахского Общества охраны
природы РК.
С 2013—2021 гг. директор «Научно-исследовательского института проблем экологии КазНУ имени Аль-Фараби».
На выборах в Мажилис марта 2023 года выдвинута от партии зелёных Байтак.

## Наука
Научные публикации:
«Climate change in Kazakhstan during the past 70 years». Quaternary International. Elsiver (2015).
Доклады на международных конференциях: 
«Conceptual approaches to implementation of transition of Kazakhstan to Green economy», International conference in Hong Kong (2015).
«Priorities and challenges for a sustainable management of water resources in Kazakhstan», Sustainability of Water Quality and Ecology, Elsiver (2017).
Пекин КНР по проблемам изменения климата от Казахстана — 17th CAS-TWAS-WMO Forum, сентябрь (2018).
ISESCO, COMSATS «Agriculture in Kazakhstan in context of United Nations Sustainable Development Goals», в г. Рабат, Марокко, ноябрь (2018).
Автор учебно-методических комплексов: «Экологическая экспертиза», «Экологические проблемы Казахстана».
«Assessment of Changes in the Maximum Flow of Kazakhstan», Journal of Ecological Engineering (2019).
«The role of international conventions and covenants in achieving economic and environmental justice: a conseptual review», Scopus journal (2019)
«Environmental catastrophe of the Aral Sea: search for solution», International Conference on Water and Flood Management (ICWFM), Bangladesh (2019).
«Towards a low — carbon economic suistainable development scenarios and policies for Kazahstan», Scopus (2020).
Стажировка и повышения квалификации
Проходила стажировку и повышения квалификации в странах Азии, СНГ и Великобритании по вопросам зелёной экономики, экологии и охраны окружающей среды.

## Должность
Член экспертного совета НАО «Международный центр зеленых технологий и инвестиционных проектов» «International green technologies and investment projects center».
Член рабочего штаба по научному и кадровому обеспечению организации и проведения ЭКСПО — 2017.
Член межведомственной рабочей группы по научным исследованиям в сфере охраны окружающей среды МОН РК.
Член экспертного совета при Совете Безопасности РК по вопросам и проблемам экологической безопасности в РК.

## Награды
- Медаль «Қазақстан Республикасының экология саласына 30 жыл».

- Национальная премия «Алтын Жүрек» за вклад в развитие охраны окружающей среды в Казахстане.

- Юбилейная медаль «80 лет КазНУ имени Аль-Фараби» за вклад в развитие университета.

- Почетная грамота Акимата г. Алматы за вклад в дело охраны окружающей среды и улучшение экологической обстановки.